# A1 Team Maleisië
Het A1 Team Maleisie was een Maleisisch raceteam dat deelnam aan de A1 Grand Prix. Eigenaar van het team was oud Formule 1 coureur Alex Yoong.
A1 Team Maleisië had enkele overwinningen geboekt. Deze overwinningen werden allen behaald in de oude (Lola) A1 wagen, toen nog bestuurd door Alex Yoong. Yoong behaalde totaal vier overwinningen in de eerste twee seizoenen dat de A1 Grand Prix bestond. In het laatste seizoen behaalde Fairuz Fauzy de laatste overwinning voor het land. In het eerste seizoen behaalde het team het beste resultaat tijdens een kampioenschap: de vijfde plek.

## Coureurs
De volgende coureurs hebben gereden voor Maleisië, met tussen haakjes het aantal races.
- Alex Yoong (54, waarvan 4 overwinningen)
- Fairuz Fauzy (22, waarvan 1 overwinning)
- Aaron Lim (2)